# 萬福 (電視劇)

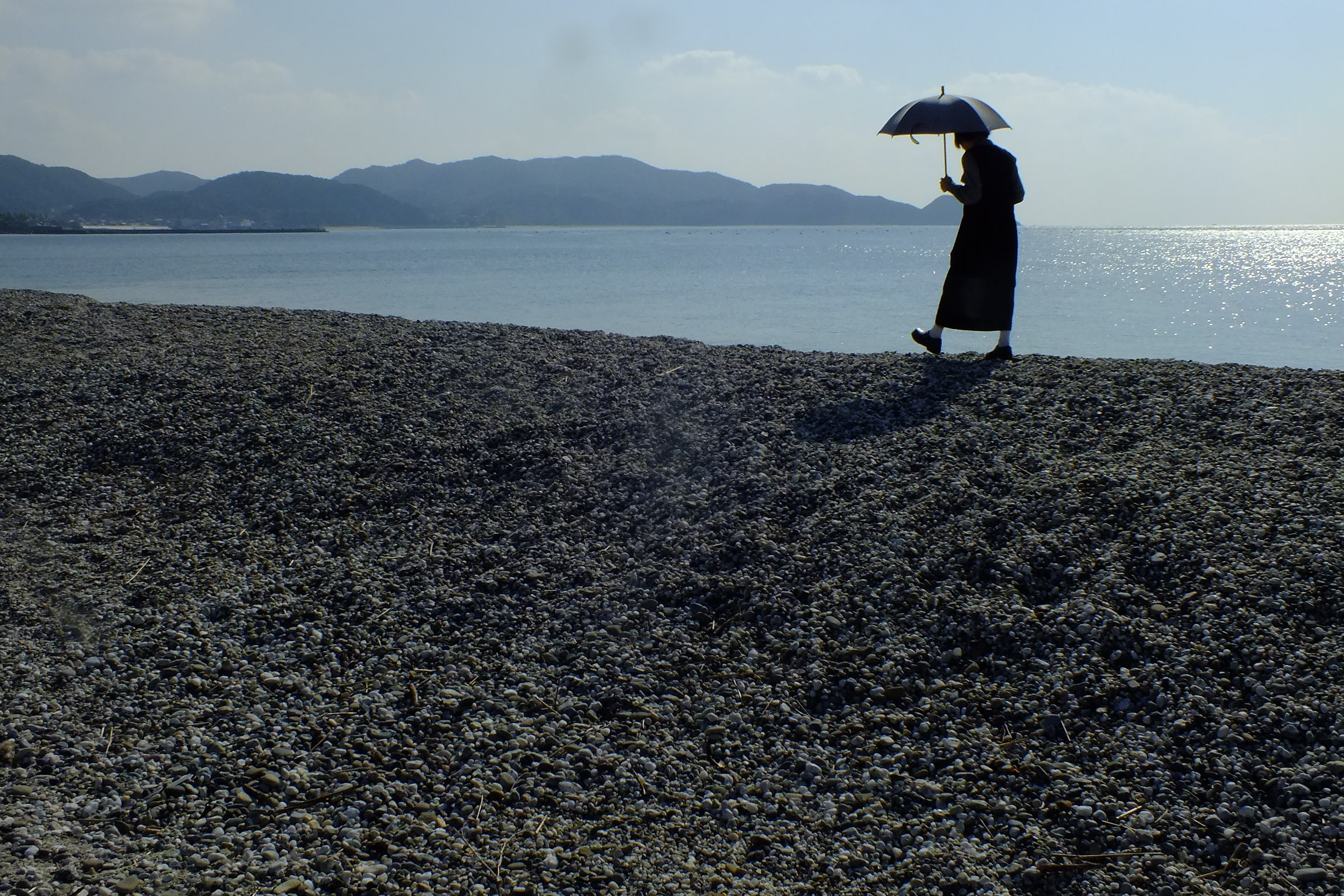
吹上浜

《萬福》為NHK於2018年10月1日至2019年3月30日播出的第99部晨間小說連續劇，由安藤櫻主演。

## 企劃與製作
故事以戰前至高度經濟成長期的大阪為舞台，描述出生於貧困單親家庭的女主角福子，在大姐病逝、二姐出嫁後，決心要闖出自己的一片天；卻在此時，她與命中註定的人：青年企業家萬平相遇，兩人很快地陷入戀愛並結婚。然而，萬平所投資的事業一一失利，身為妻子的福子在背後全心全意的支持著丈夫，兩人如同挑戰一場又一場的敗部復活賽。最後，兩人在走投無路下，擁有超群管理能力的福子，與丈夫及母親在最後的敗部復活賽中，研發出了今日的泡麵，掀起了世界飲食文化的大革命。2017年11月14日公布製作相關事宜，2018年1月31日正式發表由安藤櫻擔任女主角，3月23日發表其他演員人選，5月1日於大阪放送局正式開鏡。
8月27日公布由14歲童星蘆田愛菜擔任旁白，也是晨間劇有史以來擔當全劇最年輕的旁白。
8月29日公布由DREAMS COME TRUE的「あなたとトゥラッタッタ♪」作為主題曲，令DREAMS COME TRUE成為晨間劇史上目前唯一一支兩次擔任主題曲的歌手組合。
本劇標題「まんぷく」，漢字可以寫成「滿腹」（象徵食物帶給人們的滿足感），或「萬福」（主角夫妻名字首字的合成），本意在希望主角夫妻能夠將享受美食的幸福感傳達給觀眾。劇中亦詳細詮釋戰後經濟飛速的成長歷程及夫妻之間愛的互動故事。登場人物、企業及團體名稱均經過修改。
本劇主角夫妻是以日清食品的創辦人安藤百福  (吳百福臺灣嘉義人，安藤是其日籍妻子姓氏）及其妻子仁子為原型人物。

## 劇情簡介
時間是1938年的大阪，剛從女子高校畢業的今井福子（安藤櫻 飾）進入了知名的大阪東洋飯店擔任總機小姐的工作，雖然父親早逝，但她仍抱持樂觀的態度生活下去。此時福子的大姐阿咲（內田有紀 飾）正準備結婚，全家人歡天喜地之際時，母親阿鈴（松坂慶子 飾）卻突然因為肚子痛而倒下了。相對乖巧聽話的大姐，自由奔放的二姐克子（松下奈緒 飾）馬上發現母親是在擔心日後的生活而裝病，也讓福子煩惱不已。然而，她卻邂逅了一名開發投影機的發明家立花萬平（長谷川博己 飾），這兩人不知道他們日後將研發出世紀的大發明......

## 登場人物

### 主角
- 今井福子→立花福子：安藤櫻（台灣配音：林慕青；香港配音：魏惠娥）

主角，與立花萬平結婚。

### 大阪的人們

#### 立花家
- 立花萬平：長谷川博己（台灣配音:張立昂；香港配音：黃啟昌）

福子的丈夫，發明家，泡麵發明者，萬福食品社長。
- 今井鈴：松坂慶子（台灣配音:馮嘉德；香港配音：陸惠玲）

福子的母親。
- 立花源：西村元貴（日语：西村元貴）（幼年期：久保蓮生、少年期：二宮輝生）（台灣配音:傅暐霖（幼年)、黃天佑（少年）；香港配音：曾秀清（幼年)、梁偉德（少年））

福子與萬平的兒子。
- 立花幸：小川紗良（日语：小川紗良）（少女期：三宅希空）（台灣配音:魏晶琦；香港配音：葉曉欣）

福子與萬平的女兒。

#### 香田家
- 香田克子：松下奈緒（台灣配音：魏晶琦；香港配音：鄭麗麗）

福子的二姐。
- 香田忠彥：要潤（台灣配音：黃天佑；香港配音：蘇強文）

克子的丈夫。
- 香田多加（香田タカ）→神部多加：岸井雪乃（幼年期：武内煌、少女期：松田莓）（台灣配音：傅暐霖；香港配音：黃昕瑜）

克子與忠彥的長女。
- 香田吉乃→松岡吉乃：深川麻衣（幼年期：網本唯舞葵、成長期：奧野此美、少女期：濱田優音）（台灣配音：馮嘉德；香港配音：凌晞）

克子與忠彥的次女。
- 香田重之：井上拓哉（日语：井上拓哉）（幼年期：荻野煌希、成長期：上田琳斗、少年期：栗田倫太郎）（台灣配音：魏晶琦；香港配音：劉惠雲（幼年)、（成年)）

克子與忠彥的長男。
- 香田學：中村凛太郎（幼年期：高田幸季、少年期：西村龍直）（台灣配音：鍾少庭；香港配音：張頌欣（幼年)）

克子與忠彥的次男。
- 神部大介：川口調（台灣配音：魏晶琦；香港配音：雷碧娜）

阿茂與多加的兒子。
- 岡麻美：松岡亞美（台灣配音：傅暐霖；香港配音：何璐怡）

幸助與吉乃的女兒。

#### 小野塚家
- 今井咲→小野塚咲：內田有紀（台灣配音:馮嘉德；香港配音：林元春）

福子的大姐。
- 小野塚真一：大谷亮平（台灣配音:宋克軍；香港配音：雷霆）

阿咲的丈夫。
- 本城好美→小野塚好美：東風萬智子（台灣配音:魏晶琦；香港配音：梁少霞）

真一的再婚對象。

#### 大阪東洋飯店的人們
- 保科惠→牧惠：橋本愛實（台灣配音:魏晶琦；香港配音：詹健兒）

福子憧憬的飯店櫃台前輩。
- 野呂幸吉：藤山扇治郎（日语：藤山扇治郎）（台灣配音:黃天佑；香港配音：鄧志堅）

暗戀福子的飯店廚師。
- 伴健三：三角園直樹（香港配音：李錦綸）

幸吉的廚師前輩。
- 樫田歌江（樫田うた江）：井上鳴美（日语：なるみ）（香港配音：袁淑珍）

指導福子的飯店總機小姐前輩。
- 大前田三郎：曾我廼家寬太郎（日语：曾我廼家寛太郎）（香港配音：張炳強）

大阪東洋飯店的總經理。

#### 泉大津的人們
- 神部茂：瀨戶康史（台灣配音：鍾少庭；香港配音：胡家豪）

支持萬平事業的青年。多加的丈夫。
- 岡幸助：中尾明慶（台灣配音：鍾少庭；香港配音：關令翹）

製鹽所的工人。
- 小松原完二：前原滉（日语：前原滉）（香港配音：李凱傑）

製鹽所的工人。
- 森本元：每熊克哉（日语：毎熊克哉）（台灣配音：黃天佑；香港配音：李鎮然）

製鹽所的工人。
- 佐久間春男：川並淳一（香港配音：劉奕希）

製鹽所的工人。
- 赤津裕次郎：永沼伊久也（日语：永沼伊久也）（台灣配音：黃天佑；香港配音：曹啟謙）

製鹽所的工人。
- 長久保陽介：鋼鐵哲平（日语：スチール哲平）（香港配音：李安邦）

製鹽所的工人。
- 大和田英二：梅林亮太（香港配音：鄧志堅）

製鹽所的工人。
- 高木一夫：中村大輝（日语：中村大輝）（香港配音：陳卓智）

製鹽所的工人。
- 峰岸政利：三好大貴（香港配音：梁偉德）

製鹽所的工人。
- 野村泰造：南川泰規（日语：南川泰規）（香港配音：陳耀楠）

製鹽所的工人。
- 堺俊一：關健介（香港配音：鍾見麟）

製鹽所的工人。
- 倉永浩：榎田貴斗（日语：榎田貴斗）（香港配音：黃積權）

製鹽所的工人。
- 堀和則：原雄次郎（香港配音：李致林）

製鹽所的工人。
- 增田誠一：辻岡甚佐（香港配音：陳灝瑋）

製鹽所的工人。

#### 池田的人們
- 川上彬（川上アキラ）：加藤雅也（日语：加藤雅也）（台灣配音:宋克軍；香港配音：陳欣）

福子工作的喫茶店「白玫瑰坐廳」的老闆。
- 川上忍（川上しのぶ）：牧瀨里穗（日语：牧瀬里穂）（台灣配音:魏晶琦；香港配音：謝潔貞）

阿彬的妻子，與丈夫共同經營喫茶店「白玫瑰坐廳」。
- 大鳥勘一：團時朗（台灣配音:宋克軍；香港配音：黃子敬）

紡織業「大鳥屋」的老闆，請求萬平擔任「池田信用組合」的理事長。
- 望月綾：玄 理（日语：玄理）（香港配音：張頌欣）

「池田信用組合」的職員。
- 村瀨美繪：林真帆（香港配音：劉惠雲）

「池田信用組合」的櫃台小姐。
- 織田島健三：山西惇（台灣配音:宋克軍；香港配音：葉振聲）

「織田島製作所」的老闆。
- 織田島正：金井勇太（日语：金井勇太）（台灣配音:鍾少庭；香港配音：鄧志堅）

健三的兒子。
- 織田島久美子：畦田瞳（日语：畦田ひとみ）（台灣配音:魏晶琦；香港配音：羅孔柔）

阿正的妻子。
- 原田壽美江：小牧芽美（香港配音：梁少霞）

福子一家的鄰居。

#### 大阪的其他人們
- 世良勝夫：桐谷健太（台灣配音:鍾少庭；香港配音：張方正）

發掘萬平才能的好友。
- 三田村亮藏：橋爪功（日语：橋爪功）（台灣配音:宋克軍；香港配音：陳永信）

大阪經濟界的重要人物。
- 三田村勘介：阪東浩考（台灣配音:鍾少庭；香港配音：陳卓智）

亮藏的兒子。
- 加地圭介：片岡愛之助（香港配音：陳欣）

萬平公司的共同經營者。
- 牧善之介：濱野謙太（台灣配音:鍾少庭；香港配音：李安邦）

暗戀阿咲的有錢牙醫，之後與阿惠結婚。
- 鹿野敏子→桑原敏子：松井玲奈（台灣配音:魏晶琦；香港配音：成瑤孆）

福子在女學校的朋友。
- 池上花（池上ハナ）→水島花：吳城久美（日语：呉城久美）（香港配音：陳琴雲）

福子在女學校的朋友。
- 水島賢作：松木賢三（台灣配音；香港配音：劉奕希）

小花的丈夫。
- 竹之原大作：宮田佳典（香港配音：陳耀楠）

理創工作社的員工，萬平的親信。
- 牙醫助手：中谷昌代

善之介在牙醫診所的助手。
- 田窪平吉：上村厚文（香港配音：林國雄）

善之介在牙醫診所的病人。
- 稻村大悟：六平直政（日语：六平直政）（香港配音：招世亮）

萬平入獄時與其同房的犯人。
- 瀨澤吾郎：要冷藏（日语：要冷蔵）（香港配音：李錦綸）

大阪憲兵的派遣隊長。
- 原拳三郎：木內義一（日语：木内義一）（香港配音：翟耀輝）

刑救萬平的憲兵。
- 村城啟治：平原鐵（日语：平原テツ）（香港配音：張錦江）

與加地谷密謀陷害萬平的憲兵。
- 攝影師：海原遙（日语：海原はるか）（香港配音：林國雄）

福子與萬平結婚典禮上的攝影師。
- 田中平助：沖村保範（香港配音：葉振聲）

萬平飲用水公司的前員工。
- 大林三郎：港吉弘（香港配音：陳永信）

萬平飲用水公司的前員工。
- 戶川芳江（戸川まさ江）：松寺千惠美（日语：松寺千恵美）（香港配音：梁少霞）

疏開前福子與萬平的鄰居。
- 林玉代（林たま代）：西川加乃子（日语：西川かの子）（香港配音：謝潔貞）

疏開前福子與萬平的鄰居。
- 波多野茂吉：西川忠志（日语：西川忠志）（台灣配音；香港配音：張錦江）

大阪地方專賣局的職員。
- 中島利衛：桑原良二（台灣配音:宋克軍；香港配音：葉振聲）

大阪地方專賣局的職員。
- 伊勢谷惠子：上嶋彩記子（台灣配音：魏晶琦；香港配音：梁少霞）

大阪地方專賣局的職員。
- 拉麵攤老闆：白井良次（香港配音：張錦江（第1集）→李錦綸（第25集起））

黑市的路邊拉麵攤的老闆。
- 三原竹春：阿南健治（日语：阿南健治）（台灣配音:宋克軍；香港配音：黃子敬）

泉大津的中國料理店「清香軒」的老闆。
- 三原雅乃（三原まさの）：久保田磨希（日语：久保田磨希）（台灣配音:傅暐霖；香港配音：沈小蘭）

竹春的妻子。
- 佐佐木鐵治：矢野榮路（香港配音：黃子敬）

難波警察署的警官。
- 近江谷佐吉：小松利昌（日语：小松利昌）（台灣配音：黃天佑；香港配音：翟耀輝）

大阪帝國大學醫學部講師。
- 哈利・賓漢：梅納德・普朗特（台灣配音:鍾少庭；香港配音：李錦綸）

逮捕萬平的駐日美軍士兵。
- 喬納森・梅伊：布萊斯・普朗特（台灣配音:黃天佑；香港配音：招世亮）

逮捕萬平的駐日美軍士兵。
- 查理・田中：岡崎體育（台灣配音：黃天佑；香港配音：翟耀輝）

關心萬平的日裔美軍士兵。
- 阿靜（シズ）：一木美貴子（日语：一木美貴子）（台灣配音:魏晶琦；香港配音：雷碧娜）

有「道頓堀之母」之稱的占卜師。
- 小早川敏夫：佐藤太一郎（日语：佐藤太一郎）（台灣配音:宋克軍；香港配音：翟耀輝）

大阪每朝新聞的記者。
- 大村繁彦：村角代一（台灣配音:黃天佑；香港配音：關令翹）

為邀請萬平一同支持反徵稅運動的領導人。
- 半田浩一：Bob Mursum (台灣配音:鍾少庭)

與大村一起拜訪萬平的幹部。
- 喜多村圭吾：矢柴俊博（日语：矢柴俊博）（台灣配音:鍾少庭 ；香港配音：張錦江）

「梅田銀行」的融資課長。
- 嶋明弘：濱口秀二（日语：濱口秀二）（台灣配音:黃天佑；香港配音：葉振聲）

與喜多村一同拜訪萬平的梅田銀行職員。
- 矢野亮次：矢島健一（日语：矢島健一）（台灣配音:黃天佑；香港配音：招世亮）

接替喜多村代表「梅田銀行」的人。
- 宮下宗吉：藤本幸廣（台灣配音:宋克軍；香港配音：李錦綸）

接替萬平為「池田信用組合」理事長的人。
- 花村奈保美：佐藤穗奈美（日语：ほな・いこか）（台灣配音:傅暐霖 ；香港配音：何璐怡）

忠彥先前所繪畫的美人模特兒。
- 木之內秀子：壇蜜（台灣配音:傅暐霖；香港配音：劉惠雲）

忠彥後來所繪畫的美人模特兒。
- 熊倉源三郎：澀谷天外（日语：渋谷天外）（香港配音：張炳強）

拉麵屋台的店主，在戰爭期間失去家人與工作。
- 屋台店主：白井哲也（香港配音：黃子敬）

拉麵屋台的店主。
- 松岡惠子：辻凪子（日语：辻凪子）（台灣配音:傅暐霖；香港配音：成瑤孆）

吉乃的公司同事。
- 伊佐野真弓：倉田有紗（香港配音：張頌欣）

吉乃的公司同事。
- 猿渡鎌作：田中哲司（台灣配音:黃天佑；香港配音：葉振聲）

販賣偽造泡麵的公司老闆。
- 坂部勝：今野浩喜（日语：今野浩喜）（香港配音：李致林）

萬福食品工廠前員工，後來跳槽販賣偽造泡麵。
- 天村祐二：津田篤宏（日语：ダイアン）（台灣配音:宋克軍；香港配音：翟耀輝）

以賤價販賣偽造泡麵「福福泡麵」公司的老闆。
- 名木純也：上川周作（日语：上川周作）（台灣配音:鍾少庭；香港配音：黄積權）

忠彥的弟子。

#### 兵庫縣黑竹村[5]的人們
- 井坂八重：竹内都子（日语：竹内都子）（香港配音：雷碧娜）

黑竹村的村民，萬平的堂姐。
- 井坂權三：石井洋祐（日语：石井洋祐）（香港配音：招世亮）

黑竹村的村民，八重的丈夫。
- 哲二：屋島昂太（日语：屋島昂太）（香港配音：陳灝瑋）

黑竹村的村民，與萬平一起玩耍的小孩。
- 篤：松島一輝（日语：松島一輝）（香港配音：葉曉欣）

黑竹村的村民，與萬平一起玩耍的小孩。
- 五郎：向井匠篤（日语：向井匠篤）（香港配音：陳琴雲）

黑竹村的村民，與萬平一起玩耍的小孩。
- 美代子（ミヨ子）：林夏香（日语：林夏香）（香港配音：張頌欣）

黑竹村的村民，與萬平一起玩耍的小孩。
- 文：東未結（日语：東未結）（香港配音：何璐怡）

黑竹村的村民，與萬平一起玩耍的小孩。
- 齋藤大介：曾我廼家八十吉（日语：曾我廼家八十吉）（香港配音：陳永信）

醫院設在黑竹村鄰近城鎮的醫生。
- 三橋良子：安部洋花（日语：安部洋花）（香港配音：詹健兒）

跟隨齋藤大介醫生而來的醫護士。
- 苅田圭介：小松健悦（日语：小松健悦）（香港配音：李錦綸）

黑竹村的委員。
- 大木戶幸作：高見健（日语：高見健）（香港配音：雷霆）

黑竹村的委員。
- 内藤須美（内藤すみ）：宮本毬子（日语：宮本毬子）（香港配音：黃麗芳）

黑竹村的村民。
- 又野次郎：福原正義（日语：福原正義）（香港配音：盧國權）

黑竹村的村民。
- 藤幸吉：酒田かおる（日语：ビッグブラザーズ）（香港配音：葉振聲）

黑竹村的村民。
- 藤達子（藤たつ子）：マエダユミ（日语：マエダユミ）（香港配音：袁淑珍）

黑竹村的村民。
- 畑野一平：南谷峰洋（日语：南谷峰洋）（香港配音：陳卓智）

黑竹村的村民。
- 若林武：大窪人衛（日语：大窪人衛）（香港配音：李凱傑）

黑竹村的村民。
- 鹽澤光津（塩沢みつ）：若井みどり（日语：若井小づえ・みどり）（香港配音：林丹鳳）

黑竹村的村民。

### 東京的人們
- 東太一：菅田將暉（台灣配音:黃天佑；香港配音：鍾見麟）

幫助福子與萬平的年輕律師。
- 尾崎多江：渡邊真起子（台灣配音:魏晶琦；香港配音：謝潔貞）

「東太一法律事務所」的職員。
- 谷村美代子：藤本泉（日语：藤本泉_(タレント)）（台灣配音:傅暐霖；香港配音：何璐怡）

在「立花食品」東京分部附近的「山根大眾食堂」的女店員，暗戀神部。
- 坂下五郎：緋田康人（日语：緋田康人）（台灣配音:黃天佑；香港配音：張炳強）

製造偽造食品的「坂下食品」的老闆。
- 關重彥：F.Japan（台灣配音:張立昂；香港配音：張錦江）

坂下的部下。
- 增岡丈治：菅原大吉（日语：菅原大吉）（台灣配音:黃天佑；香港配音：招世亮）

東京財稅局國稅稽查部部長。
- 加瀨澤博：小堀正博（日语：小堀正博）（台灣配音:鍾少庭；香港配音：梁偉德）

增岡的部下。
- 土井垣隆三：奧田瑛二（台灣配音:宋克軍；香港配音：張炳強）

支援萬平的重要眾議院議員。

### 其他人物
- 神宮幸之助：麿赤兒（香港配音：黃子敬）

原陸軍將軍，受三田村的請託而將萬平釋放。
- 剛田一隆：尾形一成（香港配音：李錦綸）

與萬平一同服刑的囚犯，本職為占卜師。
- 李奧納多：哈利杉山（日语：ハリー杉山）（台灣配音：鍾少庭；香港配音：陳灝瑋）

美國人，非常喜歡立花幸。
- 旁白：蘆田愛菜（台灣配音：傅暐霖；香港配音：陳皓宜）

## 播出日程
| 1                                                       | 1－6     | 2018年10月1日－10月6日 （結婚還離我很遙遠！）     | 渡邊良雄      | 21.9% |
| 2                                                       | 7－12    | 10月8日－10月13日 （暫時，不再見面…）             | 渡邊良雄      | 21.6% |
| 3                                                       | 13－18   | 10月15日－10月20日 （這絕對是騙人的！）           | 渡邊良雄      | 22.3% |
| 4                                                       | 19－24   | 10月22日－10月27日 （我會找到你！）               | 安達繩        | 22.0% |
| 5                                                       | 25－30   | 10月29日－11月3日 （我一定相信！）                | 安達繩        | 21.9% |
| 6                                                       | 31－36   | 11月5日－11月10日 （要一起製鹽嗎！？）            | 渡邊良雄      | 21.6% |
| 7                                                       | 37－42   | 11月12日－11月17日 （讓我做些什麼！）             | 安達繩        | 21.0% |
| 8                                                       | 43－48   | 11月19日－11月24日 （全新的冒險！？）             | 安達繩        | 20.7% |
| 9                                                       | 49－54   | 11月26日－12月1日 （不對喔，萬平）                | 保坂慶太      | 21.1% |
| 10                                                      | 55－60   | 12月3日－12月8日 （我是武士之女的女兒！）         | 保坂慶太      | 21.3% |
| 11                                                      | 61－66   | 12月10日－12月15日 （萬平牌的「達內紅」營養素！） | 渡邊良雄      | 21.1% |
| 12                                                      | 67－72   | 12月17日－12月22日 （絕對會沒事的！）             | 渡邊良雄      | 21.2% |
| 13                                                      | 73－77   | 12月24日－12月28日 （只要我還活著）               | 安達繩        | 21.6% |
| 14                                                      | 78－79   | 2019年1月4日－1月5日 （理事長!?）                 | 安達繩        | 19.7% |
| 15                                                      | 80－85   | 1月7日－1月12日 （會感到後悔嗎？）                | 安達繩        | 20.9% |
| 16                                                      | 86－91   | 1月14日－1月19日 （只要再加把勁！）               | 松岡一史      | 21.2% |
| 17                                                      | 92－97   | 1月21日－1月26日 （是拉麵啊！福子！）             | 渡邊良雄      | 21.8% |
| 18                                                      | 98－103  | 1月28日－2月2日 （快要完成了!?）                  | 保坂慶太      | 21.1% |
| 19                                                      | 104－109 | 2月4日－2月9日 （前進10步20步！）                 | 安達繩        | 21.4% |
| 20                                                      | 110－115 | 2月11日－2月16日 （完成了！福子！）               | 渡邊良雄      | 21.4% |
| 21                                                      | 116－121 | 2月18日－2月23日 （請考慮作戰計畫）               | 保坂慶太      | 21.6% |
| 22                                                      | 122－127 | 2月25日－3月2日 （表面功夫沒用嗎）                | 安達繩 中泉慧 | 20.6% |
| 23                                                      | 128－133 | 3月4日－3月9日 （新商品!?）                       | 渡邊良雄      | 21.7% |
| 24                                                      | 134－139 | 3月11日－3月16日 （只能守護你）                   | 松岡一史      | 20.4% |
| 25                                                      | 140－145 | 3月18日－3月23日 （成功了！萬平！）               | 安達繩        | 21.7% |
| 26                                                      | 146－151 | 3月25日－3月30日 （一起向前走吧！咱們兩人）       | 渡邊良雄      | 21.8% |
| 平均收視率21.4%（收視率由Video Research於關東地區統計） |          |                                                   |               |       |

## 製作團隊
- 編劇：福田靖
- 音樂：川井憲次[6]
- 主題曲：DREAMS COME TRUE「あなたとトゥラッタッタ♪」[7]
- 旁白：蘆田愛菜[6]
- 《萬福》一週回顧與5分鐘搶先看旁白：北鄉三穗子（日语：北郷三穂子）（NHK大阪放送局主播）
- 導演：渡邊良雄、安達繩、保坂慶太、松岡一史、中泉慧
- 製作人：堀之內禮二郎
- 製作統籌：真鍋齋

## 外部連結
- NHK官方網站 （页面存档备份，存于）（日語）
- 萬福的X（前Twitter）
- 萬福的Instagram帳戶
- 緯來日本台官方網站 （页面存档备份，存于）（繁體中文）
- 緯來綜合台官方網站 （页面存档备份，存于）（繁體中文）

| 日本 NHK 連續電視小說                        | 日本 NHK 連續電視小說                 | 日本 NHK 連續電視小說 |
| -------------------------------------------- | ------------------------------------- | --------------------- |
|                                              | 萬福 （2018年10月1日－2019年3月30日） |                       |
| 一半，藍色。 （2018年4月2日－2018年9月29日） | 夏空 （2019年4月1日－2019年9月28日）  |                       |

| 臺灣 緯來日本台 星期一至五 21:00 - 22:00 · 1月8日 21:00 - 22:15 | 臺灣 緯來日本台 星期一至五 21:00 - 22:00 · 1月8日 21:00 - 22:15 | 臺灣 緯來日本台 星期一至五 21:00 - 22:00 · 1月8日 21:00 - 22:15 |
| --------------------------------------------------------------- | --------------------------------------------------------------- | --------------------------------------------------------------- |
|                                                                 | 泡麵之王 （2019年10月30日－2020年1月8日）                       |                                                                 |
| 99.9不可能的翻案2（重播） （2019年10月16日－2019年10月29日）    | 派遣女醫6 （2020年1月9日－2020年1月22日）                       |                                                                 |
| 臺灣 緯來綜合台 星期一至五 19:00 - 20:00                        |                                                                 |                                                                 |
| 大姊當家 （2019年8月30日－2019年10月30日）                      | 泡麵之王 （2019年10月31日－2020年1月9日）                       | 窗邊的小荳荳 （2020年1月8日－2020年1月22日）                    |

| 臺灣 民視無線台 星期一至五 18:30 - 19:00 | 臺灣 民視無線台 星期一至五 18:30 - 19:00      | 臺灣 民視無線台 星期一至五 18:30 - 19:00 |
| ---------------------------------------- | --------------------------------------------- | ---------------------------------------- |
|                                          | 泡麵之王 （2021年2月1日－2021年6月21日）      |                                          |
| 美食獵人 18:00 - 19:00                   | 我男人的秘密 （2021年6月22日－2021年8月31日） |                                          |

| 香港 無綫電視J2 星期一至五 22:35 - 23:30（賽馬日 23:05 - 24:00） · 4月26日起改為星期一至五 23:05-24:00 · 6月4日 23:00-24:05（4集連播） · （其他重播時段請參見這裡） | 香港 無綫電視J2 星期一至五 22:35 - 23:30（賽馬日 23:05 - 24:00） · 4月26日起改為星期一至五 23:05-24:00 · 6月4日 23:00-24:05（4集連播） · （其他重播時段請參見這裡） | 香港 無綫電視J2 星期一至五 22:35 - 23:30（賽馬日 23:05 - 24:00） · 4月26日起改為星期一至五 23:05-24:00 · 6月4日 23:00-24:05（4集連播） · （其他重播時段請參見這裡） |
| --- | --- | --- |
| | （2021年3月29日－2021年6月4日） | |
| 孤獨的美食家7 重播 （2021年3月26日） | 孤獨的美食家7 重播 （2021年6月7日－） | |